# Fédération de la Garde nationale
Pour les articles homonymes, voir Garde nationale.
Pour un article plus général, voir Comité central de la Garde nationale.
La Fédération républicaine de la Garde nationale est l'organisme qui fédère les différents bataillons de la Garde nationale de Paris en 1871.

## Des origines de la Garde nationale à la guerre de 1870
La Garde nationale est à l'origine une milice bourgeoise et révolutionnaire fondée en 1789 par un comité d'électeurs parisiens pendant la Révolution française. Chargée d'assurer le maintien de l'ordre, elle est parfois utilisée en temps de guerre commune une armée de seconde ligne qui peut opérer loin de ses bases. Par ailleurs, elle joue un rôle majeur dans les soulèvements populaires, que ce soit pour s'associer aux insurgés afin de renverser le pouvoir établi, comme lors des journées révolutionnaires de 1830 et 1848, ou au contraire pour réprimer l'émeute comme lors des journées de Juin 1848, de sorte que les autorités s'en méfient.
Sous le Second Empire, devant la menace d'un conflit armé avec la Prusse, Napoléon III instaure une Garde nationale mobile (loi Niel). La guerre, finalement déclarée le 19 juillet 1870, tourne rapidement au désastre pour l'armée française : l'empereur capitule à Sedan le 2 septembre et la République est proclamée le 4 septembre. Deux semaines plus tard, le 19 septembre, la capitale est assiégée. Face aux revers de l'armée, le gouvernement de la Défense nationale accélère le recrutement par la constitution de bataillons de gardes nationaux dans les quartiers populaires. Fin septembre, la Garde nationale compte 254 bataillons qui regroupent environ 300 000 hommes intégrés à l'armée de Paris commandée par le général Trochu. Le 14 octobre, le gouvernement décrète la mobilisation des Gardes nationales sédentaires.
À partir du 12 septembre, les combattants de la Garde nationale bénéfice d'une solde quotidienne minimale de 1,50 francs et d'une aide alimentaire octroyées par le gouvernement et versées par l'intermédiaire des mairies d'arrondissement. Par ailleurs, une décision du 2 septembre, confirmée par décret le 16 octobre suivant, autorise les gardes nationaux à élire leurs officiers et leurs sous-officiers, seul le général en chef étant nommé par le gouvernement. Ainsi, des révolutionnaires comme Gustave Flourens, Adolphe Assi, Gabriel Ranvier ou Eugène Varlin se font élire et la Garde nationale se radicalise : sous l'impulsion de leur chef, de nombreux gardes nationaux participent aux journées insurrectionnelles du 31 octobre 1870 et du 22 janvier 1871. Leur soutien à ces soulèvements populaires témoigne de la rupture progressive entre l'état-major et la Garde nationale qui reproche au gouvernement son manque d'initiative sur le plan militaire et la mauvaise utilisation de ses troupes, comme lors de la sortie de Buzenval le 19 janvier 1871 où la retraite est ordonnée alors que les gardes nationaux se sont emparés de la redoute de Montretout. Le sacrifice des gardes nationaux pour une opération stratégiquement limitée et mal préparée est vécu comme une nouvelle trahison. L'échec de Buzenval marque la rupture entre un gouvernement favorable à une paix négociée et les partisans d'une « guerre à outrance » où se comptent une majorité de gardes nationaux.

## Mouvement fédéraliste

### Naissance de la Fédération et du Comité central
Le fonctionnement démocratique de la Garde nationale et le principe de l'élection encouragent la libre opinion et la contestation de la hiérarchie. Dès l'automne 1870, des comités de délégués apparaissent dans les différents bataillons, y compris les plus bourgeois, et envisagent de se regrouper pour se fédérer. Dissous par le gouvernement le 10 décembre, ils réapparaissent aussitôt sous la forme de « conseils de famille » constitués dans chaque unité pour apporter une aide matérielle aux gardes et à leurs familles. Ces conseils deviennent rapidement des lieux de discussion politique et de contestation de l'état-major et du gouvernement.
La capitulation de Paris et la signature de l'armistice le 28 janvier précipite la radicalisation du mouvement. Les élections législatives du 8 février sont le prétexte à la création de comités de soutien aux candidats républicains dans lesquels les gardes nationaux s'impliquent massivement pour défendre leurs intérêts et ceux de la Nation. Le 1er février, à l'appel du journaliste Henri Vrignault qui souhaite se porter candidat, une première réunion est convoquée à la salle Valentino,. L'Assemblée élue, majoritairement monarchiste et conservatrice, renforce l'amertume et la détermination des gardes nationaux alors que les Parisiens ont voté massivement pour les républicains, qui remportent 36 des 43 sièges à pourvoir dans la capitale. Après les élections, les délégués de la garde continuent de se réunir et les participants sont de plus en plus nombreux, d'abord sous la direction de Courty, un négociant en bijouterie installé rue du Temple et membre du 88e bataillon, puis sous l'impulsion de l'architecte Georges Arnold au Tivoli-Vauxhall. Le 15 février, ils procèdent à l'élection d'une commission provisoire chargée d'établir les statuts d'une organisation permanente. Le 24 février, près de 2 000 délégués issus d'environ 200 bataillons instaurent un Comité central élu pour rédiger les statuts d'une organisation fédéraliste. Il appelle aussitôt les Parisiens à manifester place de la Bastille pour protester contre l'entrée de l'armée prussienne dans la capitale, prévue par la convention d'armistice, et prend des mesures de protection en retirant les canons acquis par souscription populaire pendant le siège et que le gouvernement entend reprendre pour désarmer la ville.
Dans le même temps, une autre structure de centralisation apparaît : le Comité fédéral républicain de la Garde nationale, composé uniquement à sa création de chefs de bataillon et d'officiers et qui tient ses réunions rue de Richelieu. Les deux structures fusionnent et le Comité central de la Garde nationale est fondé le 3 mars 1871. Dans les jours qui suivent, les gardes nationaux élisent les délégués qui doivent ratifier les statuts de l'organisation révolutionnaire. Leur réunion le 10 mars constitue l'acte de naissance de la Fédération de la Garde nationale dont les statuts définitifs sont adoptés le 15 mars.

### Organisation
Pendant le siège de la capitale, les bataillons de la Garde nationale sont rattachées à un arrondissement et regroupés en vingt légions qui correspondant aux vingt arrondissements de Paris. Le nombre de bataillons est proportionnel à sa population : le 11e arrondissement, le plus peuplé, dispose de 26 bataillons, tandis que le 7e arrondissement n'en compte que sept. Chaque bataillon est lui-même divisé en huit compagnies, parfois plus, dont les quatre premières constituent les compagnies de guerre qui peuvent être engagées dans les opérations militaires, conformément au décret du 8 novembre 1870.
Les statuts définitifs de la Fédération de la Garde nationale prévoit un système hiérarchique complexe, organisé en différents niveaux, mais dont le fonctionnement est résolument démocratique puisqu'il s'appuie à chaque échelon sur le principe de la représentation directe et de la révocabilité des élus. L'Assemblée générale est composée d'un délégué par compagnie, élu sans distinction de grade, d'un officier par bataillon, tandis que les chefs de bataillon sont membres de droit. Chaque bataillon s'organise ensuite autour d'un « Cercle de bataillon » composé de trois délégués par compagnie, de l'officier et du chef de bataillon élus à l'Assemblée générale. Le « Conseil de légion » regroupe dans chaque arrondissement trois délégués par cercle de bataillon et tous les chefs de bataillon. Ainsi le commandant d'une compagnie fait à la fois partie du Cercle de bataillon, du Conseil de légion et de l'Assemblée générale,.
Comme le précise l'historien Pierre-Henri Zaidman, « le Comité central devient une sorte de commission exécutive exprimant les sentiments de l'Assemblée générale de la Fédération tout entière ». Il est composé de trois délégués par légion et d'un chef de bataillon élu par ses collègues.
Dès sa création, la Fédération affirme son attachement à la République : « Nous sommes la barrière inexorable élevée contre toute tentative de renversement de la République. Nous ne voulons plus d’aliénations, plus de monarchies, plus de ces exploiteurs ni oppresseurs de toute sorte qui, venant à considérer leurs semblables comme une propriété, les font servir à la satisfaction de leurs passions les plus criminelles. La République française, puis la République universelle… Les citoyens libres se gouvernant à leur gré… Alors ce ne sera plus un vain mot que cette sublime devise : Liberté, Égalité, Fraternité ».
Elle reçoit l'adhésion de 215 bataillons sur 242, et de 1 285 compagnies sur 2 150 (1 325 compagnies sur 2 500 en comptant la banlieue). C'est une organisation, par essence, populaire : à titre d'exemple, 90 % des compagnies du 20e arrondissement adhèrent à la Fédération contre seulement 20 % dans les légions bourgeoises des 1er arrondissement de Paris, 7e, 8e et 16e arrondissements. De même, un sondage effectué sur 500 délégués démontre que 67 % d'entre eux sont des travailleurs industriels appartenant aux métiers d'art, du métal, de l'habillement et du bâtiment, 15 % sont des employés et 8 % appartiennent à des professions libérales. Élu le 15 mars, le Comité central compte 38 membres, certains arrondissements bourgeois n'étant pas représentés. Sa composition est le reflet du mouvement populaire dont il est l'émanation, on relève « 21 », trois artisans, trois employés, quatre hommes de lettres, trois artistes, deux architectes, un rentier et un journaliste. De même, l'Association internationale des travailleurs et les chambres syndicales comptent une vingtaine de représentants.
Certains membres espèrent alors que la Fédération puissent constituer le point de départ d'un mouvement plus important. Ainsi, tandis que les blanquistes, représentés par Émile Eudes et Émile-Victor Duval, forment le projet d'une « armée révolutionnaire » de Paris, l'internationaliste Eugène Varlin déclare au révolutionnaire russe Piotr Lavrov, membre de la garde du quartier des Batignolles : « Dans deux ou trois semaines, la ville serait contrôlée par les commandants socialistes. Par l'intermédiaire d'une fédération des gardes nationales en province, on créerait une force armée du prolétariat dans toute la France ».